# Studio 1
Studio 1 é o terceiro álbum de estúdio do girl group britânico All Saints. Foi lançado após um hiato de cinco anos, durante o qual as integrantes do grupo se dedicaram a suas carreiras solos.
O primeiro single lançado do álbum foi "Rock Steady", que foi lançado em 6 de novembro de 2006 e atingiu o terceiro lugar no UK Singles Chart. Um segundo single, "Chick Fit" foi uma versão para download. O álbum estreou no n º 40 na UK Albums Chart. Foi certificado ouro no Reino Unido.

## Antecedentes
Em outubro de 2000, All Saints lançou seu segundo álbum de estúdio Saints & Sinners. Ele marcou o singles número um "Pure Shores" e "Black Coffee" e estreou em número um na UK Singles Chart, eventualmente atingindo certificação de dupla platina no Reino Unido pelas vendas de 600.000 cópias. Em fevereiro de 2001, elas anunciaram que estavam fazendo uma pausa para que "pudessem limpar o ar entre si". Melanie Blatt disse mais tarde naquele ano que era incerto se iriam voltar, citando suas dificuldades com os aspectos financeiros e empresariais do grupo. Shaznay Lewis explicou mais tarde que o catalisador para o rompimento era um desacordo sobre quem usaria uma jaqueta em uma sessão de fotos: "Eu nunca em um milhão de anos teria colocado dinheiro no grupo, acabando com um incidente de jaqueta. Aconteceu, ela disparou tão forte, que tinha que ser mais. E do jeito que eu era então, o estado que tinha entrado em seguida, não havia nenhuma maneira, pelo que ela estava recebendo, para ter que colocar aquela jaqueta estúpida. "Em novembro de 2001, Londres Records lançou uma compilação de grandes sucessos intitulada "All Hits". O álbum atingiu o pico no número de dezoito na UK Albums Chart e foi mais tarde certificado de ouro, vendendo 100.000 cópias. Em 24 de janeiro de 2006, foi anunciado que a banda havia reformado e assinado um contrato de gravação com Parlophone.

## Produção
Lewis respondeu por que elas estavam de volta juntas, dizendo: "Porque neste momento, queremos ter um bom tempo para rir". Enquanto Nicole Appleton afirmou: "Nunca terminamos, acho que este álbum é o melhor que nós já fizemos." Blatt comentou:" Eu não sabia o que pensar. Se Seria o mesmo? Se Seria pior?, Mas foi realmente melhor, porque todas nós crescemos".
O Studio 1 mantem o som de assinatura do All Saints, uma mistura de pop, hip hop, R&B e um pouco de rock. A primeira música e single foi "Rock Steady", foi a primeira música que Shaznay Lewis escreveu com Greg Kurstin e a primeira demo que a banda apresentou em quatro anos. É altamente influenciada pela música jamaicana, incluindo ska, rocksteady (que é o título da música), 2 Tone e reggae. A segunda faixa e o segundo single "Chick Fit", foram descritos como "uma daquelas explosões, que apresenta, dança em torno das faixas" e uma das favoritos de Nicole no álbum. "On and On" foi escrito quando a integrante Shaznay estava grávida e teve a expectativa de passar por todo o processo. Para Melanie Blatt: "São as antigas All Saints que soam como nos dias de William Orbit".

## Recepção crítica
| Críticas profissionais | Críticas profissionais |
| Avaliações da crítica  | Avaliações da crítica  |
| Fonte                  | Avaliação              |
| ---------------------- | ---------------------- |
| AllMusic               | [ 12 ]                 |
| The Guardian           | [ 13 ]                 |
| MusicOMH               | [ 14 ]                 |
| The Observer           | Mista                  |
| Virgin Media           | [ 16 ]                 |

"Studio 1 oferece uma nova visão do estilo de girl group, do grupo. Agora deliciosamente temperado com reggae e ska. "John Murphy do musicOMH, deu o álbum 3 de 5 estrelas, comentando:" Studio 1, apesar de não ter muita semelhança com o todos os outros álbuns da banda, serão comprados ansiosamente por aqueles que as recordam com carinho do tempo de auge do grupo. No entanto, não está claro quem mais isso vai apelar para realmente, enquanto é uma escuta bastante agradável para a maior parte, não há músicas fortes suficientes. Para "Matthew Chisling" de AllMusic, escreveu que "Infelizmente, enquanto todas as músicas são atraente, elas não tem personalidade e caráter. As faixas, todas compostas por Shaznay Lewis e Greg Kurstin, não têm valor emocional, e as vozes das meninas são indistinguíveis umas das outras e aumentadas digitalmente até o ponto da obscuridade."
Em uma revisão mais misturada, o Kitty Empire do Observador percebeu que "a despeito de algumas cintilações do interesse - em" Pintainho cabido "e no" Inferno no detalhe "- demasiado de" Estúdio 1 " Acontece em um lugar fino. "Hamish Champ" deu o álbum 2 de 5 estrelas, escrevendo que" o álbum soa como uma tentativa de mostrar que enquanto eles podem ser mães agora eles ainda podem ser popstars, porém funciona, mais ou menos, mas o sentimento persistente permanece que outras tenham entrado no cenário musical dos anos intermediários e ter roubado as verdadeiras meninas.

## Performance comercial
Durante a semana do lançamento do álbum, ele enfrentou uma batalha nas paradas contra Twenty Five, de George Michael, e Overloaded: The Singles Collection das Sugababes. Embora a mídia previu que as vendas seriam "muito próximas", o Studio 1 entrou no UK Albums Chart no número 40, caindo significativamente abaixo do sucesso de "Rock Steady" e os lançamentos anteriores do grupo. Apesar de sua falta de sucesso nas paradas, o álbum já vendeu mais de 100.000 cópias de acordo com o BPI, sendo certificado de Ouro. Até abril de 2016, no entanto, ele vendeu apenas 40.054 cópias.

## Faixas
| N.º            | Título            | Compositor(es)                                          | Produtor(es)                     | Duração |  |
| 1.             | "Rock Steady"     | Shaznay Lewis, Greg Kurstin                             | Greg Kurstin                     | 2:44    |  |
| 2.             | "Chick Fit"       | Lewis, Rick Nowels                                      | Rick Nowels                      | 3:33    |  |
| 3.             | "On and On"       | Lewis, Kurstin                                          | Greg Kurstin                     | 3:59    |  |
| 4.             | "Scar"            | Melanie Blatt, K-Gee                                    | Karl "K-Gee" Gordon              | 3:50    |  |
| 5.             | "Not Eazy"        | Lewis, Kurstin                                          | Greg Kurstin                     | 3:17    |  |
| 6.             | "Hell No"         | Lewis, K-Gee                                            | Karl "K-Gee" Gordon              | 3:40    |  |
| 7.             | "One Me and U"    | Lewis, Kurstin                                          | Greg Kurstin                     | 3:36    |  |
| 8.             | "Headlock"        | Lewis, Kurstin                                          | Greg Kurstin                     | 3:31    |  |
| 9.             | "Too Nasty"       | Blatt, Nicole Appleton, K-Gee                           | Karl "K-Gee" Gordon              | 3:55    |  |
| 10.            | "In It to Win It" | Lewis, Kurstin                                          | Greg Kurstin                     | 3:41    |  |
| 11.            | "Flashback"       | Natalie Appleton, Amanda Ghost, Liam Howlett, Ian Dench | Liam Howlett, The Amsterdamagers | 3:01    |  |
| 12.            | "Fundamental"     | Lewis, K-Gee                                            | Karl "K-Gee" Gordon              | 3:48    |  |
| Duração total: | Duração total:    | Duração total:                                          | Duração total:                   | 42:53   |  |

| Faixas bônus edição japonesa |              |                            |                     |         |  |
| N.º                          | Título       | Compositor(es)             | Produtor(es)        | Duração |  |
| 13.                          | "Dope Noize" | Blatt, K-Gee               | Karl "K-Gee" Gordon | 3:53    |  |
| 14.                          | "Do Me"      | Lewis, K-Gee, Steve Octave | Karl "K-Gee" Gordon | 4:16    |  |

## Posições nas paradas

### Paradas semanais
| Chart (2006)                | Maior posição |
| --------------------------- | ------------- |
| Escócia (OCC)               | 45            |
| Irlanda (IRMA)              | 85            |
| Reino Unido (OCC)           | 40            |
| Suíça (Schweizer Hitparade) | 73            |